# Kanton Saint-Simon
Saint-Simon is een voormalig kanton van het Franse departement Aisne. Het kanton maakte deel uit van het arrondissement Saint-Quentin. Het werd opgeheven bij decreet van 21 februari 2014, met uitwerking in maart 2015.

## Gemeenten
Het kanton Saint-Simon omvatte de volgende gemeenten:
- Annois
- Artemps
- Aubigny-aux-Kaisnes
- Bray-Saint-Christophe
- Castres
- Clastres
- Contescourt
- Cugny
- Dallon
- Dury
- Flavy-le-Martel
- Fontaine-lès-Clercs
- Grugies
- Happencourt
- Jussy
- Montescourt-Lizerolles
- Ollezy
- Pithon
- Saint-Simon (hoofdplaats)
- Seraucourt-le-Grand
- Sommette-Eaucourt
- Tugny-et-Pont
- Villers-Saint-Christophe